# Artjoms Rudņevs
Artjoms Rudņevs (Dunaburgo, 13 de janeiro de 1988) é um futebolista letão que atua como atacante. Atualmente, joga pelo Koln.

## Carreira
Rudnevs começou a carreira no Daugava Daugavpils.

## Títulos
Daugava Daugavpils
- Copa da Letônia: 2008

## Prêmios individuais
- Melhor jogador do futebol polonês temporada 2011/2012
- Artilheiro do Campeonato Polonês de Futebol 2011/2012 : 22 gols